# 黑手党：枪与怪胎
《黑手党：枪与怪胎》（羅馬化：Mafia the Series Puen Kol Lae Khon Phian）为GMM 25于2022年4月21日起每周四晚上11时至周五凌晨0时播出的泰国犯罪悬疑动作剧，由阿臣·艾丁（Joong）、汪查纳·萨瓦迪（Bird）、薇拉亚·帕塔兰楚克采（Gina）、大卫·亚沙维侬（David）、提拉帕·洛翰那（Fluke）、彭帕·瓦查拉蓬希兰（Plerng）主演。

## 演员阵容

### 主要演员
- 阿臣·艾丁（Joong） 饰演 Beam
- 汪查纳·萨瓦迪（Bird） 饰演 Rachen
- 薇拉亚·帕塔兰楚克采（Gina） 饰演 Anna
- 大卫·亚沙维侬（David） 饰演 West
- 提拉帕·洛翰那（Fluke） 饰演 Thaen
- 珀尔帕·瓦查拉蓬希兰（Plerng） 饰演 Intenso

### 其他演员
- 里奥·普特 饰演 Nont
- 大关正义（日语：大関正義）（Seki Oseki）
- 苏缇娜·劳安那艾彩（Guide） 饰演 Meena
- Palin Naradasiri（Foon） 饰演 Baifern
- 坦·塔那功（Than） 饰演 Sven